# Úrsula Micaela Morata
Úrsula Micaela Morata (21. října 1628, Cartagena – 9. ledna 1703, Alicante) byla španělská řeholnice Řádu klarisek-kapucínek, mystička a zakladatelka kláštera.

## Život
Narodila se 21. října 1628 v Cartageně jako nejmladší z třinácti dětí. Její otec Marco Aurelio Morata e Iscaya byl italský rytíř ze Savojska a její matka Juana Garibaldo byla taktéž italského původu. Oba rodiče zemřeli roku 1632 a to v rozmezí tři dnů. O Úrsulu se začala starat její starší sestra Sebastiana. Když jí byly 4 roky, onemocněla neštovicemi. Během této nemoci prošla prvním mystickým zážitkem. Dostala se do bezvědomí a během tohoto stavu prý viděla jasné božské světlo, které ji naplňovalo radostí.
Roku 1647 složila své řeholní sliby v klášteře klarisek-kapucínek v Murcii a přijala jméno Micaela. Když o rok později zasáhl město mor, Micaela ošetřovala nemocné. V letech 1651–1653 se zvedl tok řeky Segury a sestry byly nuceny odejít z kláštera do Monte de los Ermitas. Během tohoto období sestra Úrsula Micaela prožila temnou noc duše, fázi duchovní krize popsané mnoha mystiky.
Roku 1653 zažila svou první extázi, podobnou jaké měla sv. Terezie od Ježíše. V této extázi zažila anděla, který jí probodl šíp do srdce, a ona ucítila oheň božské lásky.
Během života zažívala mnohé extáze, vize či zázraky.
Roku 1669 začala budovat klášter v Alicante, kde se roku 1699 stala abatyší.
Zemřela 9. ledna 1703 ve věku 74 let. Po šesti dnech po její smrti bylo podle svědků její tělo stále teplé a nerozkládalo se.

## Proces blahořečení
Proces blahořečení byl zahájen v diecézi Orihuela-Alicante. Dne 11. září 2006 byl Kongregací pro blahořečení a svatořečení vydán Nihil obstat, což znamená, že nic nebrání zahájení procesu jejího blahořečení. Nyní jí náleží titul Služebnice Boží.